# أحمد الشامسي
أحمد الشامسي (مواليد 13 مارس 1988) لاعب كرة قدم إماراتي يجيد اللعب في الوسط .
لعب سابقاً لنادي العين وانتقل إلى الوصل عام 2014 و أعاره الوصل إلى الإمارات عام 2017 و انتقل إلى نادي بني ياس في عام 2018 .

## روابط خارجية
- أحمد الشامسي على موقع Soccerway.com (الإنجليزية)